# Devprasad John Ganawa
Devprasad John Ganawa SVD (ur. 8 grudnia 1951 w Panchkui) – indyjski duchowny rzymskokatolicki, od 2012 biskup Udaipur.

## Życiorys
Święcenia kapłańskie przyjął 27 października 1982 w zgromadzeniu werbistów. Przez wiele lat pracował jako duszpasterz zakonnych parafii oraz jako rektor placówek formacyjnych dla werbistów. W 2001 został dyrektorem centrum dialogu społecznego w Udaipur, a w 2008 powierzono mu kierowanie placówką zakonną w tymże mieście.
11 maja 2009 został mianowany biskupem Jhabua, zaś 16 czerwca 2009 przyjął z rąk abp. Leo Cornelio święcenia biskupie. 21 grudnia 2012 otrzymał nominację na biskupa Udaipur oraz administratora apostolskiego w Jhabua (urząd administratora pełnił do 2015).